# Apocalisse di Giovanni
L'Apocalisse di Giovanni, comunemente conosciuta come Apocalisse o Rivelazione o Libro della Rivelazione (da ἀποκάλυψις, apokálypsis, termine greco che significa "rivelazione"), è l'ultimo libro del Nuovo Testamento (e quindi l'ultimo libro della Bibbia cristiana) ed è una delle apocalissi presenti nel canone della Bibbia, di cui costituisce uno dei testi più difficili da interpretare.
L'Apocalisse appartiene al gruppo di scritti neotestamentari noto come "letteratura giovannea", in quanto scritta, se non dallo stesso apostolo, nei circoli che a lui e al suo insegnamento facevano riferimento.
Di 404 versetti 278 contengono almeno una citazione veterotestamentaria. I libri che si ritiene abbiano maggiormente influenzato l'Apocalisse sono i libri dei Profeti, principalmente Daniele, Ezechiele, Isaia, Zaccaria ed anche il Libro dei Salmi ed Esodo.

## Autore

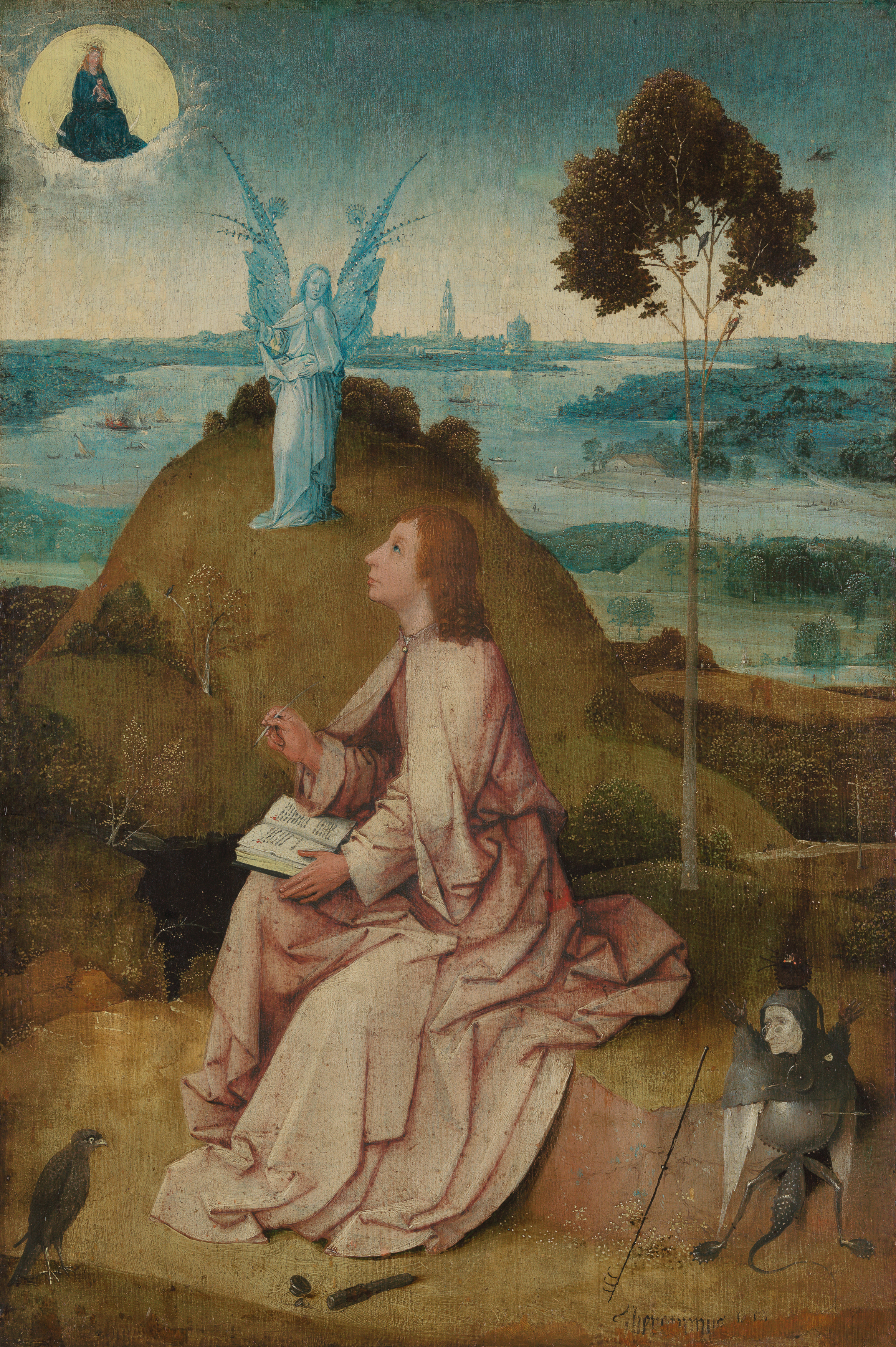
L'evangelista Giovanni scrive il Libro dell'Apocalisse. Dipinto di Hieronymus Bosch (1505).

L'attribuzione all'apostolo Giovanni non è, come anche nel passato, unanimemente riconosciuta. Secondo la tradizione, rappresentata già da Giustino e largamente diffusa già dalla fine del II secolo, questo testo sarebbe stato scritto dallo stesso autore del Vangelo secondo Giovanni e delle tre Lettere di Giovanni, anche se fino al V secolo le Chiese di Siria, di Cappadocia e anche di Palestina non sembrano aver inserito il libro nel Canone delle Scritture. È anche da osservare che se Giovanni è da identificare con l'apostolo che stava ai piedi della croce con Maria e a cui Gesù affidò la propria madre, alla fine del primo secolo, data della redazione finale del libro, doveva avere almeno novant'anni.
Alcuni pensatori, per lo più protestanti, basandosi su divergenze linguistiche, di stile e contenuto, già messe in rilievo da Dionisio di Alessandria (metà del III secolo), hanno ipotizzato che l'autore dell'apocalisse sia diverso da quello del vangelo, argomentando che la visione escatologica dell'Apocalisse contrasterebbe con quella pienamente realizzata del corpus giovanneo, soprattutto nel Vangelo secondo Giovanni. L'odierna esegesi propende per un'origine del testo da una cosiddetta "scuola" (R. Alan Culpepper), "circolo" (Oscar Cullmann, "comunità" (Ulrich B. Müller), giovannea. Altri, in maggioranza cattolici, pongono l'accento sulle profonde affinità della dottrina e attribuiscono le differenze insite nei due testi alla diversità del genere letterario.
Attualmente gli studiosi ritengono, comunque, che il libro non sia attribuibile all'apostolo Giovanni e gli esegeti del cattolico "Nuovo Grande Commentario Biblico" sottolineano come "la causa a favore della paternità di uno dei Dodici per Ap [l'Apocalisse] non trova molti sostenitori. Si immagina che Giovanni, figlio di Zebedeo, si sia trasferito in Asia Minore e sia vissuto fino al 95 circa; tuttavia, non è molto probabile. La questione è complicata da una tradizione, secondo la quale Giovanni figlio di Zebedeo fu martirizzato probabilmente prima del 70" e "sembra più opportuno concludere che l'autore era un profeta appartenente alle prime comunità cristiane, di nome Giovanni, altrimenti sconosciuto". Lo storico e biblista Bart Ehrman evidenzia, inoltre, che il Vangelo Secondo Giovanni e l'Apocalisse "come i filologi antichi avevano già osservato, sono diversi la forma e lo stile. Studi approfonditi hanno mostrato che l'autore ha appreso il greco come seconda lingua ed era di madrelingua aramaica o, comunque, semitica. Il suo greco è alquanto sgraziato, talvolta anche sgrammaticato. Questo non è certo il caso del Vangelo di Giovanni, che va quindi attribuito a un altro autore"; lo stesso studioso sottolinea anche che, volendo attribuire la stesura del testo all'apostolo Giovanni, "sarebbe molto arduo spiegare alcuni elementi testuali: per esempio, l'autore occasionalmente menziona «gli apostoli», ma non dice mai di farne parte. Inoltre a un certo punto, nel capitolo 4, il veggente vede ventiquattro anziani intorno al trono di Dio. Per la maggior parte degli esegeti queste figure rappresentano i dodici patriarchi e i dodici apostoli di Gesù. Tra loro, quindi, dovrebbero figurare i due figli di Zebedeo: l'autore, però, non dice di vedere sé stesso in quel gruppo! Il libro è dunque stato scritto da un altro personaggio che si chiamava Giovanni, un profeta evidentemente conosciuto in molte Chiese dell'Asia Minore".
Il fatto che l'autore si presenti con il nome di Giovanni (senza, tuttavia, identificarsi esplicitamente con l'evangelista) non fornisce una prova certa della sua identità. Un espediente letterario, caratteristico del genere apocalittico, è la pseudoepigrafia: il fatto che l'autore celi il proprio nome dietro quello di un personaggio del passato (anche molto remoto come Enoch) con il quale l'autore si dichiara così in sintonia. Lo stesso meccanismo è avvenuto con il re Salomone ad opera di tre libri della Bibbia (Cantico dei Cantici, Qoelet, Sapienza). Fra il II secolo a.C. e il IV d.C. furono redatte una trentina di opere apocalittiche attribuite a profeti deceduti da secoli come Isaia o Baruc. Verso il 120-130 fu redatta anche un'apocalisse con il nome di Pietro, benché l'apostolo fosse morto da oltre mezzo secolo.

## Luogo e data di redazione
L'autore presenta sé stesso come Giovanni, esiliato a Patmo, isola dell'Egeo a circa 70 km da Efeso, a causa della parola di Dio (1,9).
Secondo alcuni studiosi, la stesura definitiva del libro, anche se iniziata durante l'esilio dello scrittore, sarebbe avvenuta a Efeso.
Quanto alla data di composizione, si ammette abbastanza comunemente che sarebbe stata composta verso la fine dell'impero di Domiziano, nella prima metà degli anni 90 del I secolo, mentre alcuni propendono per una data di poco posteriore (96 d.C.). Anche i monaci ortodossi di Patmo hanno aderito alla datazione prevalente celebrando ufficialmente il diciannovesimo centenario della redazione dell'opera nel 1995. A favore di questa datazione sono la testimonianza di Ireneo di Lione, che parla della fine del regno di Domiziano (morto nel 96 d.C.) come epoca di composizione dell'opera, e indizi interni all'opera stessa.
Nell'opera si parla infatti di persecuzioni da parte di pubblici ufficiali, si dice che ci sono stati già dei martiri della fede, e che tutta la cristianità corre un tremendo pericolo; la situazione descritta nell'Apocalisse corrisponde dunque ad una persecuzione delle Chiese da parte dello Stato romano. Si tratta però di una persecuzione di tipo religioso, cosa che esclude il regno di Nerone (la cui persecuzione aveva ragioni non religiose) e indirizza ad una datazione sotto Domiziano, nell'ultima parte del suo regno primo persecutore dei cristiani dopo Nerone stesso, Decio e Valeriano (questi ultimi sono imperatori periti nella guerra con le popolazioni barbariche). Nell'opera si dice infatti che la partecipazione al regno millenario è il premio dei martiri che hanno rifiutato il "segno della bestia" sulla fronte e sulla mano, un riferimento al culto imperiale romano: Domiziano pretese che nella parte orientale dell'impero gli si riconoscessero onori divini mentre era ancora in vita, e di qui ebbero inizio le ultime persecuzioni dei cristiani su base religiosa; fu proprio ad Efeso che fece costruire un tempio dedicato al culto imperiale. Altri indizi interni sono il riferimento alla lunga storia della Chiesa di Smirne, che però all'epoca di Paolo di Tarso non esisteva ancora, e alla ricchezza della comunità di Laodicea, città completamente distrutta da un terremoto nel 60/61.
Altri autori, sia antichi (Clemente di Alessandria, Origene, San Gerolamo) sia moderni (Wetscott, Lightfoot e William Salmon), hanno attribuito l'opera al periodo di Nerone. Il testo stesso (17, 9-11) sembra suggerire un compromesso. Interpretando il "sesto re" come Nerone e l'ottavo come Domiziano, l'esilio di Giovanni a Patmos, durante il quale è ambientata l'Apocalisse, viene a coincidere con le persecuzioni di Nerone (circa 67). La redazione del testo, però, deve coincidere con l'epoca di Domiziano, delle cui persecuzioni l'autore è tanto informato da considerarlo una reincarnazione di Nerone (= "uno dei sette").
Il manoscritto più antico conservatosi e contenente il testo greco dell'Apocalisse è il Papiro 47, della metà del III secolo; successivi sono il Codex Vaticanus dell'anno 325-350 e il Codex Sinaiticus del 330-360 circa.

## Contenuto

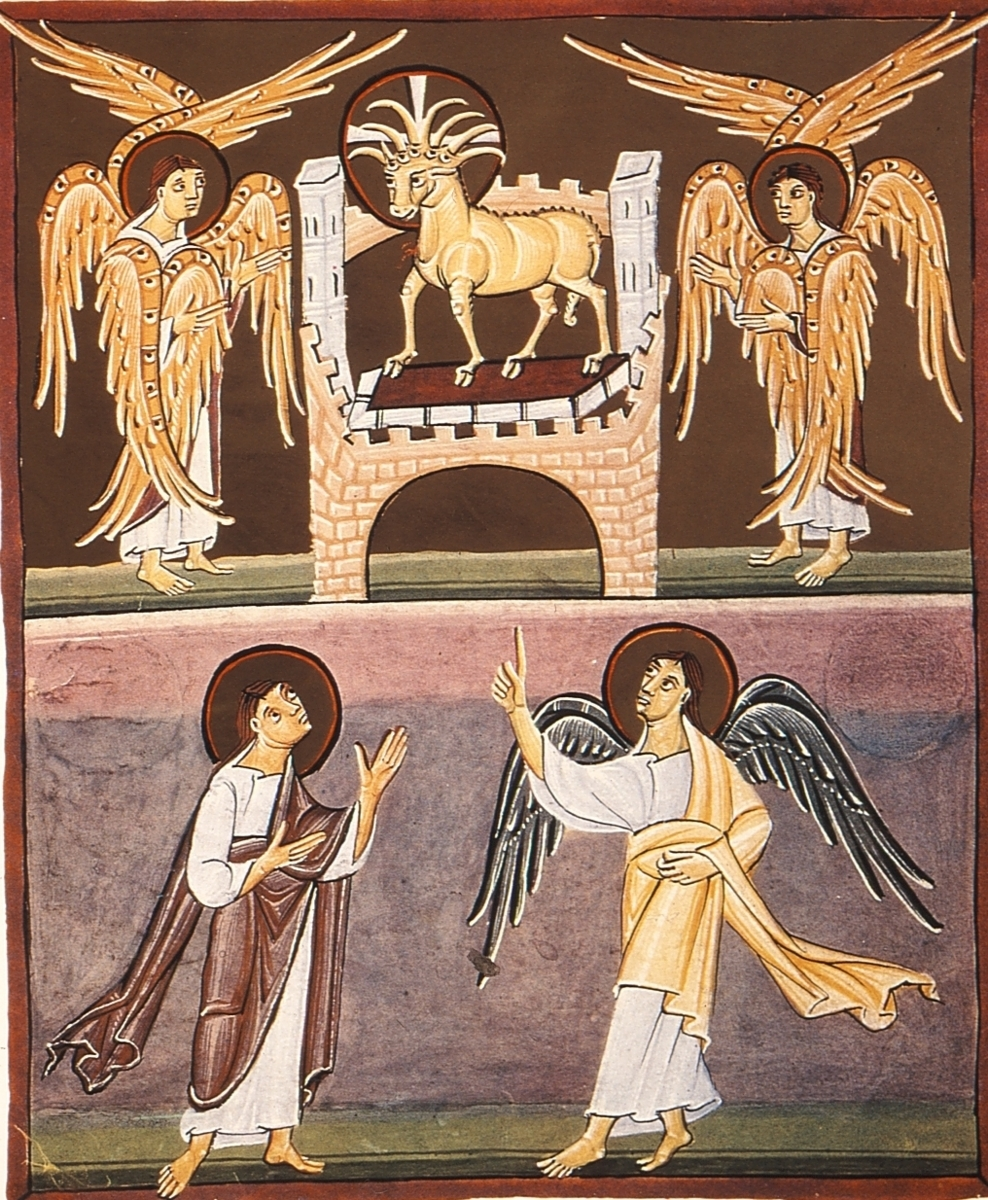
Gesù Cristo, simboleggiato come agnello, con il libro dai sette sigilli.

Il libro è indirizzato alle sette chiese dell'Asia Minore: Efeso, Smirne, Pergamo, Tiatira, Sardi, Filadelfia e Laodicea, con lo scopo preciso di incoraggiare i fedeli a resistere alle persecuzioni da parte delle autorità romane, con la promessa dell'avvento del regno escatologico.
- Dopo l'introduzione (cap. 1[22]) ed una parte pastorale (cap. 2-3[23]), con le lettere alle Chiese, i cap. 4-5[24] presentano la visione celeste, con l'adorazione di Dio da parte dei quattro esseri viventi e dei ventiquattro anziani, e l'intronizzazione dell'Agnello.
- I cap. 6-11[25] descrivono l'apertura del libro dai sette sigilli, l'invio della serie dei flagelli, con i quattro cavalieri dell'Apocalisse (conquista, guerra, carestia e morte), ed i sette suoni di tromba.
- La seconda parte dell'opera è introdotta dal primo dei sette segni: la visione della donna, con il bambino maschio che ha partorito, che subisce la persecuzione del drago con sette teste e dieci corna (cap. 12[26]). I cap. 13-15[27] descrivono gli altri sei segni: la bestia del mare, la bestia della terra, l'agnello e i vergini, i tre angeli, il figlio dell'uomo e gli angeli delle sette piaghe.
- I sette calici (cap. 16[28]) sono seguiti dall'annuncio della caduta di Babilonia, la famosa prostituta (cap. 17-18[29]).
- Chiudono il libro i capitoli 19-22[30], con la sconfitta della bestia, il regno dei mille anni, il giudizio finale e la Gerusalemme celeste.
- Il libro si conclude con un monito: Se qualcuno vi aggiunge qualcosa, Dio aggiungerà ai suoi mali i flagelli descritti in questo libro; se qualcuno toglie qualcosa dalle parole del libro di questa profezia, Dio gli toglierà la sua parte dell'albero della vita e della santa città che sono descritti in questo libro (Ap. 22,18-19[31]).

## Genere letterario

### Il genere apocalittico
Come genere letterario, l'Apocalisse è espressione della letteratura apocalittica, di cui fanno parte, oltre al nostro testo e alle apocalissi sinottiche, alcuni libri dell'Antico Testamento quali il Deutero-Zaccaria, Ezechiele, Daniele ed alcuni libri apocrifi. Esso si è sviluppato particolarmente nei secoli concomitanti la venuta di Gesù Cristo. Esso deriva dal genere letterario profetico, del quale è uno sviluppo. I due generi letterari vogliono essere una rivelazione di Dio agli uomini in particolari situazioni. Quello profetico usa in particolar modo "parole di Dio", riflessioni e fatti del profeta.
Caratteristiche principali del genere letterario apocalittico sono: le visioni, le immagini e i simboli. Le visioni sono esperienze visive che l'autore afferma di aver ricevuto e che cerca di trasmettere fedelmente. Non sono da ritenersi fatti storici, ma sovente esse sono degli artifici letterari per comunicare una determinata idea. Le immagini servono per descrivere determinate caratteristiche da attribuire, per esempio, a certi personaggi o a certi animali (per dire che un personaggio conosce molto si dirà che ha molti occhi). I simboli, per esempio quelli numerici, fanno riferimento a realtà sovente nascoste e da interpretare nel modo corretto. Sovente queste caratteristiche sono accumulate senza immediata coerenza, per cui ad una prima lettura lasciano sconcertato il lettore.
Nel genere apocalittico passato, presente e futuro si lasciano abbracciare d'un sol colpo: non è sempre facile collocare esattamente un certo fatto nella sua dimensione temporale esatta. Per esempio, anche se il libro è tutto scritto al futuro, il suo intento è oltremodo rivolto al presente; in altre parole, si parla del futuro per parlare del presente.

### Prologo, indirizzo, visione di Gesù risorto e lettere
Come suggerisce il nome greco, l'Apocalisse è la rivelazione di una verità ignota all'autore del libro e a color che lo ascoltano, il gregge di fedeli del quale Dio lo ha unto vescovo e che ha affidato alla sua cura pastorale. La verità rivelata a Giovanni non è in questo caso una verità di fede inerente alla sostanza di Dio (es.: “Io sono la via e la verità e la vita”, di cui in Ap 14:6) né la Sua volontà eterna e immutabile (es. i Dieci comandamenti), ma un insieme di verità già viste (es. la caduta degli angeli), presenti e che dovranno verificarsi in un tempo futuro rispetto a quello del testo (Ap 1:19).

A loro volta, tali verità sono formate da verità di fede, vale a dire fatti che sono segni divini precursori di altri eventi che accadranno inevitabilmente, che nessuna creatura umana può rallentare o impedire, e che vengono profetizzati perché il genere umano (singoli fedeli in Cristo e Chiese di fedeli in Cristo) si preparino in anima e corpo alla loro manifestazione mediante opere specifiche; un secondo insieme di "verità di opere", che consiste in cose che si "mettono in pratica" (Ap 1:3), sia come singoli fedeli che come Chiese, via via che i segni si sono manifestati secondo l'ordine cronologico e storico indicato.
Giovanni ha la facoltà di scrivere in prima persona e direttamente agli angeli delle sette Chiese, nonché di potergli annunciare una possibile rimozione del candelabro per effetto delle loro condotte omissive (Giovanni 2:5), candelabro che è il segno divino del loro potere temporale e spirituale sulle Chiese, al pari del Menorah del sommo sacerdote del Tempio di Gerusalemme. La rimozione del candelabro è tuttavia solo annunciata da Giovanni, mentre essa è una decisione e un'opera riservata unicamente alla mano del «Primo e l'Ultimo», che tuttavia punisce per aver disobbedito o omesso di far obbedirei fedeli al Verbo che viene rivelato da Giovanni. Ciononostante, i tre elementi (l'autorità di indirizzare lettera, il ammonire per un castigo divino terreno, di dettare le norme che possono evitarlo) lasciano presumere che Giovanni avesse una funzione di rango superiore a quella degli angeli all'interno della gerarchia ecclesiastica terrena, la stessa gerarchia che aveva ricevuto la legge mosaica «per mano degli angeli» senza osservarla (Atti 7:53).

Se la sapienza immutabile di Dio, i Suoi comandamenti sono dati dal cielo, la legge storica che dice ai singoli e alla Chiese le cose da mettere in pratica durante l'Apocalisse, vengono rivelate dagli apostoli anche agli angeli.
Gli angeli sono descritti in modo identico alla carne umana, come se fossero angeli incarnati in un corpo umano. Essi, infatti, compiono opere con fatica e sentimenti umani di sopportazione e costanza (Ap 2:2), che vivono in modo variabile il loro grado di impegno nell'amore e nella carità (Ap 2:5), che patiscono e vivono in povertà di beni materiali (Ap 2:9), che peccano non in opere ma in omissioni accettando nel Corpo della Chiesa impuri idolatri fornicatori (Ap 2:14,20) o nicolaiti (Ap 2:15). Tali proprietà sono tipicamente umane.
La visione profetica è introdotta in Ap 1:17-18 dalla manifestazione del "Primo e l'Ultimo" (espressione equivalente all'Alfa e Omega di Ap 1:8), che è il "Vivente" (come Pietro disse a Gesù: «Tu sei il Cristo, il Figlio del Dio vivente», 16:16), sia eterno ("Colui che è, che era e che viene") che "risorto da morte di carne ("morto, ma ora vivo"), e regnante in cielo, in terra e sotto terra. I richiami testuali di Giovanni a Pietro derivano dalla stessa unzione e autorità pastorale conferita loro direttamente da Dio: se a motivo di queste affermazioni Pietro fu chiamato Cefa, Giovanni ricevette da Gesù Cristo il mandato di scrivere a nome Suo e dei sette angeli direttamente alla sette Chiese dell'Asia (Ap 1:4) e in modo collettivo, come se fossero un Corpo unico, nonché il mandato di scrivere a ognuna di esse parlando singolarmente ai sette angeli custodi quali primi destinatari della profezia. Il pastore viene posto come primo destinatario perché è più importante del gregge affidatogli, se è vero quanto recita la Preghiera di san Michele, per la quale, se il pastore della sede di Pietro o di una delle altre sette Cattedre della Verità è colpito da Satana (che è assimilabile alla dottrina di Baalak di cui Ap 2:14), allora viene disperso anche il gregge affidatagli da Dio.

Il mandato di servizio pastorale e i relativi carismi spirituali che Pietro ricevette da Gesù mentre era ancora sulla terra, san Paolo e san Giovanni li ricevettero dopo la sua Resurrezione, rispettivamente con una teofania terrena e con una visione celeste di Gesù Cristo.

### Il linguaggio simbolico
L'Apocalisse si presta a grandi fraintendimenti se non se ne riconosce il simbolismo, che si esprime in diversi modi, fra cui:
- Numeri. Per esempio nella Bibbia il 7 indica completezza, per cui l'enumerazione di 7 esempi rappresenta la totalità (cfr. le 7 chiese, ecc.)[47]. Di conseguenza La metà di 7, il tre e mezzo indica il contrario[47]. Per esempio tre anni e mezzo (ossia 42 mesi, ossia 1260 giorni) indica qualcosa di temporaneo. Questo simbolismo era rafforzato da un fatto storico: la persecuzione religiosa sotto Antioco IV Epifane era durata appunto tre anni e mezzo fra il 167 e il 164 a.C. Già per il profeta Daniele questa durata era diventata quella simbolica di ogni tragedia permessa da Dio (cfr. Dn 7, 25[48], Dn 9, 27[49]). Questo simbolo numerico, che compare ripetutamente nell'Apocalisse, si incontra anche in altri testi neotestamentari: Lc 4, 25[50] e Gm 5, 17[51].

Il numero 12 compare nella Bibbia per segnalare la completezza di un gruppo umano (le tribù di Israele, gli apostoli, ecc). Il 1000 sembra indicare la presenza di Cristo nella storia.
- Operazioni aritmetiche[53]. I numeri simbolici si rafforzano quando vengono sommati o moltiplicati (12+12=24; 12×12×1000=144000, 4×4×100=1600; 7×1000=7000; 7×4=28, ecc.).
- Colori. Per esempio quattro cavalieri su cavalli di diverso colore compaiono in Ap 6, 1-7[54]. Essi sembrano rappresentare le forze attive nella storia: la violenza (cavallo rosso), l'ingiustizia sociale (nero), la morte prematura (verde, come l'erba che secca rapidamente o come i cadaveri in putrefazione). Il cavallo bianco era un tempo interpretato come lo spirito di conquista. Nell'Apocalisse, però, il colore bianco compare 14 volte e sembra sempre riferirsi a una partecipazione alla risurrezione di Cristo. In Ap 19, 11[55] e ss. l'immagine analoga di un cavaliere su cavallo bianco indica con chiarezza il Cristo risorto. Oggi perciò al cavaliere su cavallo bianco viene data perlopiù una valenza positiva: potrebbe essere la santità, la forza della risurrezione che Cristo ha immesso nella storia e che viene diffusa dai cristiani[56].
- Materiali (oro, bronzo, ferro, zolfo, legno, gemme, alimenti,...)
- Animali (l'agnello, il drago rosso, la bestia del mare,...)[47]

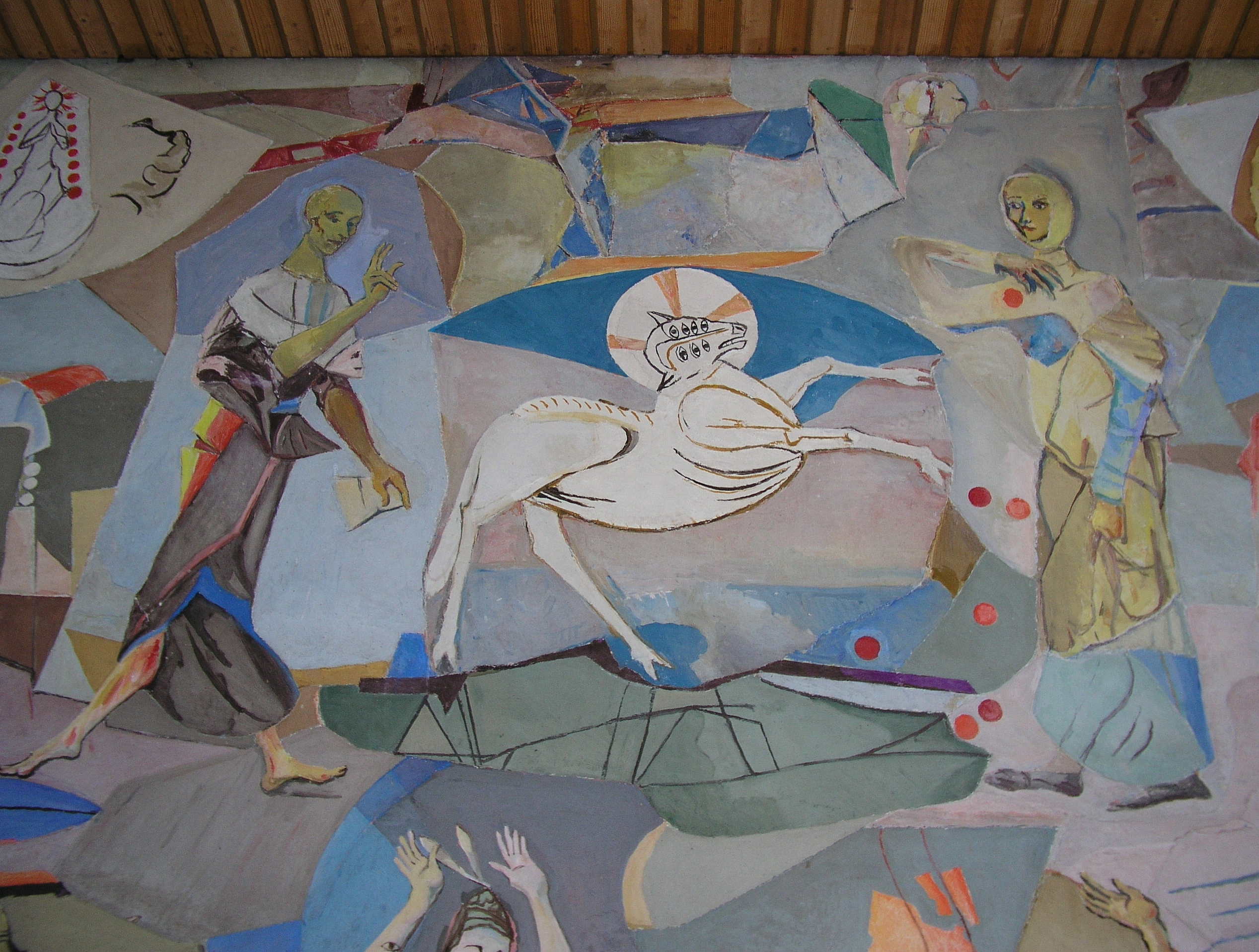
L'agnello con i sette occhi, fiancheggiato da due angeli, affresco di Herbert Boeckl, parete nord della Cappella dell'Angelo, Basilica di Seckau.

Si osservi che il linguaggio simbolico è perlopiù discontinuo; i diversi simboli cioè non si compongono in una allegoria coerente. Per esempio Cristo può essere rappresentato con un agnello con sette corna e sette occhi (Ap 5, 6) senza che debba porsi il problema che le corna sono tipiche degli arieti (i maschi adulti) o chiedersi come sono disposti questi sette occhi rispetto alle sette corna. In realtà qui e nei vangeli l'immagine dell'agnello identifica Gesù con il "servo di JHWH" di cui parla lungamente Isaia. Egli «porterà il diritto alle nazioni» (Is 42, 1), ma sarà «trafitto per i nostri delitti» (Is 53, 5) e si lascerà umiliare «come un agnello condotto al macello» (Is 53, 7). Le sette corna poi rappresentano la pienezza del potere indispensabile per svolgere la sua missione, mentre i sette occhi la pienezza spirituale (i sette "spiriti", cioè le sette modalità di presenza dello Spirito Santo). Analogamente per il drago, che ha sette teste e dieci corna, risulta superfluo cercare di costruire un'immagine coerente chiedendosi se c'era una testa con 4 corna e sei con un corno solo oppure tre con due corna e quattro con uno. La natura simbolica di questi numeri è dichiarata in Ap 17, 9-13.

## Temi e personaggi

### Le sette chiese (cap.2-3[59])
Sono le chiese di sette note città dell'Asia Minore (Efeso, Smirne, Pergamo, Tiatira, Sardi, Filadelfia e Laodicea), città nelle quali Giovanni (il più giovane degli apostoli) aveva operato. Dal punto di vista geografico le chiese sono disposte lungo un ovale nella zona occidentale dell'Anatolia, dando quasi l'impressione di assistere ad un "viaggio pastorale" di Giovanni.
Il numero sette indica che esse rappresentano la totalità della Chiesa e sono state scelte per esemplificare diverse situazioni religiose attribuendole agli abitanti delle sette città.
Le sette lettere indirizzate alle chiese seguono tutte lo stesso schema:
- intestazione: "All'angelo della chiesa di... (nome della chiesa) scrivi" (il termine "angelo", che letteralmente significa "annunciatore", indica il vescovo o comunque la gerarchia della chiesa, incaricata di annunciare il vangelo);
- autopresentazione di colui che scrive, Gesù Cristo, ricorrendo a qualcuna delle sue caratteristiche descritte nella presentazione al cap. 1[61], per esempio ad Efeso si dice: "Così parla Colui che tiene le sette stelle nella sua destra e cammina in mezzo ai sette candelabri";
- constatazione dello stato delle chiese (introdotta con "Conosco le tue opere..."): d'altronde tutto conosce Cristo e niente può a lui sfuggire;
- esortazioni particolari, le quali vengono fatte in base allo stato della singola chiesa;
- invito all'ascolto dello Spirito: "Chi ha orecchi, ascolti ciò che lo Spirito dice alle Chiese";
- promessa, per esempio: "Il vincitore non sarà colpito dalla seconda morte".

Gli avvertimenti sono molto precisi; Gesù Cristo si esprime qui in prima persona, unico caso in tutto il Nuovo Testamento dopo i Vangeli. I riferimenti del tipo "Conosco le tue opere...", "Svegliati e rinvigorisci..." sono espliciti e rivelano che solo l'intervento di Cristo può trasformare e rinnovare la Chiesa. Le lettere, perciò, sono indirizzate ad ogni assemblea liturgica cristiana.
Secondo la confessione cristiana degli "Avventisti del settimo giorno" le sette lettere farebbero riferimento invece a sette periodi della storia della Cristianità secolare.

### Gesù Cristo, L'Agnello
La figura di Gesù viene descritta nell'Apocalisse in vario modo. Nei primi capitoli, quelli riguardanti le lettere alle sette chiese, viene definito "uno simile a figlio di uomo" (1,13) per identificarlo con il personaggio messianico comparso al profeta Daniele (cfr. Dn 7, 13-14 e Dn 10, 4-6). I suoi attributi, che sono gli stessi del personaggio di Daniele, coincidono in parte con quelli divini in Ezechiele (cfr.  Ez 1, 26-27 e  Ez 8, 1-2). Essi sono simboli: di sacerdozio (rappresentato dalla veste fino ai piedi e dalla fascia all'altezza del petto, che secondo Giuseppe Flavio erano caratteristici del sommo sacerdote); regalità (fascia d'oro); eternità (capelli bianchi, cfr. Dn 7, 9); potenza soprannaturale (occhi fiammeggianti, piedi di bronzo infuocato, voce fragorosa come in Dn 10, 4-6). Egli tiene le sette chiese in suo potere (mano destra) e dalla sua bocca esce la parola di Dio, affilata come una spada a doppio taglio (cfr. Lettera agli Ebrei 4, 12). All'inizio di ciascuna delle sette lettere si ritrova l'uno o l'altro di questi attributi, adattati alla situazione particolare delle chiese.
Il simbolo più tipico con cui l'Apocalisse descrive Gesù Cristo è quello di Agnello (questo titolo compare ventotto volte, cioè un numero perfetto di volte). Al cap. 5 vi è la seguente descrizione: "Vidi ritto in mezzo al trono circondato dai quattro esseri viventi e dai vegliardi un Agnello, come immolato. Egli aveva sette corna e sette occhi" (5,6). Porta i segni del supplizio, ma è in piedi, vincitore della morte. La sua posizione centrale "in mezzo al trono" lo associa a Dio.
In tutto il libro Dio parla unicamente in Apocalisse 21,1-5 per annunciare che con l'Emmanuele risorto morte, lutti, lamenti e lacrime sono cose del passato.

### La corte celeste
Nel cap 4, Giovanni si guarda dal descrivere Dio sotto forma umana e anche dal nominarlo. Ne dà solo una visione di luce. Se non viene descritto Dio, lungamente verrà descritta la sua corte. La corte celeste viene immaginata sul tipo di una corte di un grande re orientale: essa serve ad indicare la potenza del re. Mano a mano che il libro procede questa corte si arricchirà sempre di nuovi personaggi.
A grandi linee la corte celeste è composta da:
- 24 vegliardi assisi su 24 seggi (4,4[75]). Essi esercitano un ruolo sacerdotale e regale: lodano e adorano Dio e gli offrono le preghiere dei fedeli; lo assistono nel governo del mondo (troni) e partecipano al suo potere regale (corone). Il loro numero corrisponde forse a quello dei 24 ordini sacerdotali di 1Cronache 24,1-19[76].
- 4 esseri viventi (4,6[77]). Sono i quattro cherubini che reggono il trono di Dio ed hanno 4 aspetti (cfr. tetramorfo): uomo, aquila, toro e leone. Le loro forme rappresentano ciò che nella creazione vi è di più nobile, forte, saggio ed agile. Da sant'Ireneo, la tradizione cristiana vi ha visto il simbolismo dei quattro evangelisti. Rappresentano i "quattro pilastri del cielo" ovvero i punti cardinali.
- "molti angeli" (5,11[78]). Il loro numero, incalcolabile, rappresenta la grandezza di Dio.
- i salvati composti dai 144 000 israeliti e dalla moltitudine immensa (7[79]). Essi stanno davanti al trono e davanti all'Agnello, lodando continuamente Dio.

### Il libro dai sette sigilli
Alla destra di Dio c'è un rotolo scritto davanti e dietro, su tutto lo spazio disponibile, e chiuso con sette sigilli, che sottolineano l'inaccessibilità del suo contenuto. Esso contiene tutta la storia e ne custodisce il significato; contiene quindi il senso della vita di ogni uomo. I sigilli potranno essere spezzati, uno ad uno, ma solo da Gesù Cristo nei capp. 6-9.
I sette sigilli sono posti in relazione con le sette coppe e le sette trombe, sempre dei sette angeli.

### La donna vestita di sole
È uno dei personaggi più conosciuti del libro. Essa compare al cap. 12. Interessante il simbolismo di questa figura. I simboli celesti sono esattamente quelli di Genesi 37, 9-10, in cui indicano Giacobbe, la moglie e i loro dodici figli, che daranno origine alle dodici tribù di Israele. La simbologia sembra anche alludere alla volta celeste perché il cielo è illuminato dal sole, è ornato dai dodici segni zodiacali e "poggia" sulla luna che è l'ultimo cielo. La donna partorisce nel dolore colui che sarà il Messia. Satana, simboleggiato con un drago rosso, la tenta, perseguita lei e la sua discendenza. La donna rappresenta il popolo santo dei tempi messianici e quindi la Chiesa in lotta e che genera nel dolore i cristiani. Tutta la scena è una allusione a Gen 3,15-16.

### Il drago, la bestia, Babilonia...

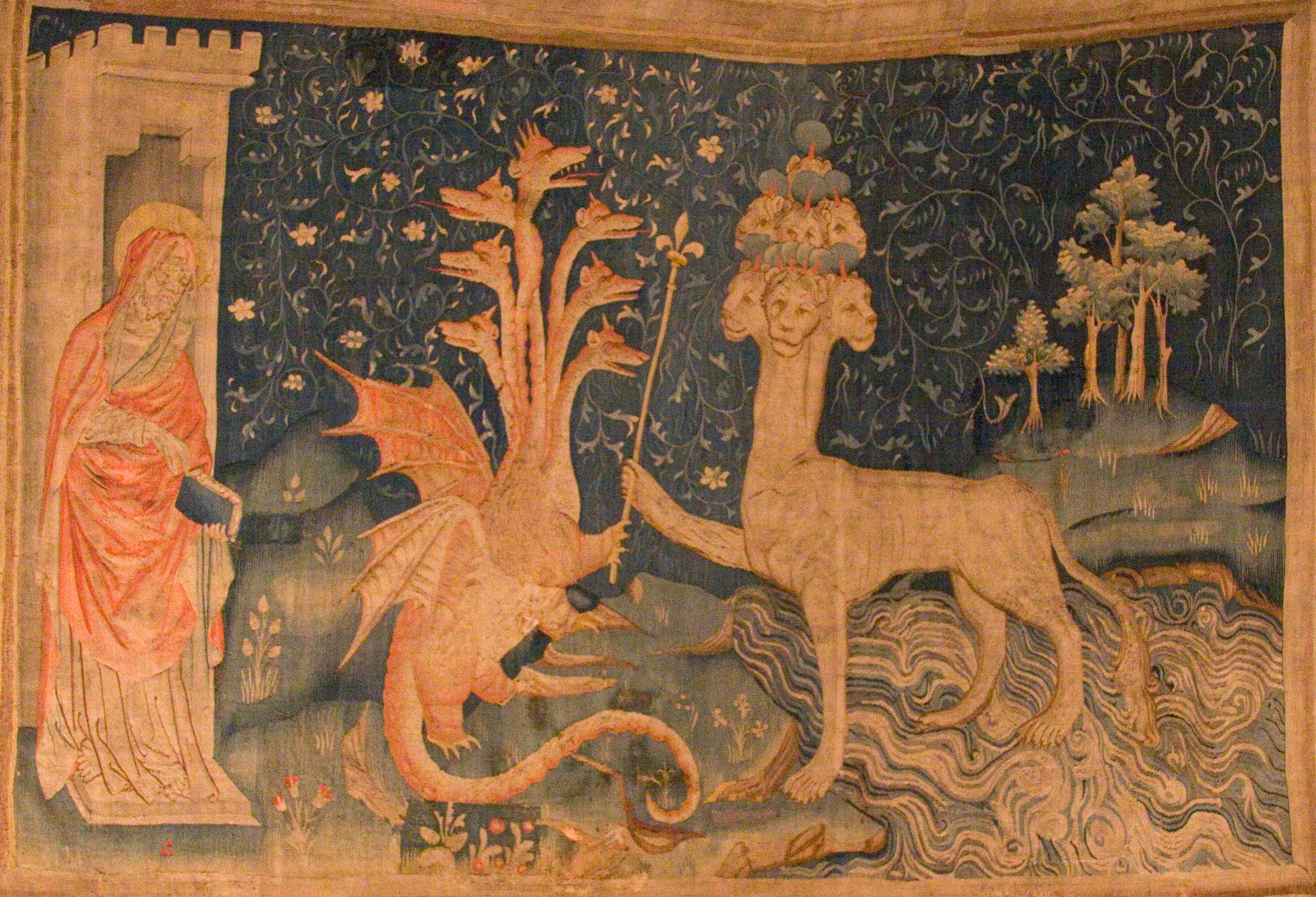
La bestia del mare, arazzo dell'apocalisse, Angers.

Le potenze del male vengono simboleggiate con vari tipi di animali; non è sempre facile capire di chi voglia parlare Giovanni attraverso questi simboli.
I simboli principali sono:
- Il drago. 12,9[84]: "il grande drago, il serpente antico, colui che chiamiamo il diavolo e Satana". Esso intraprende una guerra in cielo contro Michele e gli angeli buoni. Perdente, viene precipitato sulla terra e qui fa guerra contro la Donna e contro i cristiani. Si allea, per i suoi misfatti, con altre varie potenze del male.
- La bestia. 13,1[85]: "Vidi salire dal mare una bestia". Il mare nel simbolismo biblico indica una miriade di genti e popoli. Deriva la sua forza dal drago, da Satana. Essa si contrappone a Cristo, come falso cristo. San Paolo lo chiama anche "avversario". Il suo numero è il 666 che potrebbe indicare una persona posta ai vertici ma che fa un utilizzo negativo dei poteri, per esempio Nerone[86]. In altri testi il numero della bestia viene associato al numero 616. Questa persona è aiutata da un altro essere delle tenebre, definito seconda bestia, falso profeta o bestia della terra. Il Corano colloca queste persone entrambe nello stesso luogo definito, ove regna El-Dajjal.
- Babilonia la Grande. Essa viene descritta come una prostituta ad indicare il mercimonio connesso alla Religione. I cristiani devono combattere la potenza del male nella totale certezza che, sebbene il male sia potente e possa trovare via via sempre nuovi alleati, alla fine verrà sconfitto.

### La fine del mondo: primo e secondo combattimento escatologico. Il regno dei mille anni
L'Apocalisse presenta due combattimenti escatologici, intervallati dal regno dei mille anni.
Gli avvenimenti possono essere così riassunti: nel primo combattimento escatologico viene distrutto l'impero dell'anticristo con tutti i suoi seguaci e Satana viene incatenato e reso impotente. Seguono i mille anni in cui regnano Cristo ed i martiri. Allo scadere di questo tempo Satana compie un secondo ed ultimo combattimento escatologico. Rivelatosi infruttuoso anche questo, viene gettato nello stagno di fuoco insieme alla morte ed agli inferi. Non resta che la Gerusalemme celeste.
Tutte le religioni parlano di un avvicendamento ciclico di età.
I romani e i greci facevano seguire alla presente età del ferro una nuova età dell'oro secondo un simbolismo presente anche nel libro del profeta Daniele.
Difficilissimo è interpretare questi avvenimenti descritti da Giovanni. Diverse correnti li hanno interpretati alla lettera favorendo il nascere di vari millenarismi.
Si tratta in ogni caso di simbolismi derivati dalla kabbalah ebraica. Si pensi all'abbondanza della numerologia e all'esoterismo delle figure e delle immagini presenti in gran parte riprese dall'antico testamento. Il teriomorfismo dell'anticristo riecheggia chiaramente le profezie di Daniele.

### La Gerusalemme celeste
La Gerusalemme celeste ha le seguenti caratteristiche simboliche:
- è città perfetta a forma di cubo come il Santo dei Santi;
- al suo centro si trova l'albero della vita;
- non ha bisogno di tempio perché Dio e l'Agnello sono il suo tempio (Ap 21, 22[87]);
- non ha bisogno della luce del sole né di quella della luna perché la gloria di Dio la illumina e la sua lampada è l'agnello (Ap 21, 23[88]);
- è piena di ogni ricchezza e splendore, descritti da una miriade di pietre preziose;
- ha dodici porte con sopra altrettanti angeli e i nomi delle dodici tribù di Israele (Ap 21, 12.21[89]); le porte sono tre per ogni punto cardinale: per la Grecia antica, essi sono chiamati: arctos (ἄρκtος, l'"orso", l'Orsa Maggiore, per il nord), dusis (δύσις, "tramonto", per l'ovest), anatole (ὰνατολή, "alba", per l'est), mesembria (μεσημβρία, "mezzogiorno", per il sud). Le iniziali di tali nomi compongono la parola "Adam", a indicare che la nuova città sarà fatta per l'Uomo, finalmente in un'alleanza eterna con Dio.
- l'intera città poi poggia su dodici basamenti sopra i quali sono i nomi degli apostoli.

## Interpretazione
Vi sono varie scuole di pensiero su come il simbolismo, le immagini ed il contenuto dell'Apocalisse debbano essere interpretati.
- L'approccio storico-critico, che è divenuto dominante fra gli studiosi dalla fine del XVIII secolo, cerca di capire l'Apocalisse inquadrandola nel genere della letteratura apocalittica, che era popolare nella tradizione giudaica dopo la diaspora babilonese, seguendo l'esempio del Libro di Daniele, e che successivamente fiorì anche fra i cristiani. Secondo questo sistema il simbolismo contenuto nel libro deve essere compreso all'interno del contesto storico-letterario e sociale nel quale è stato scritto. L'approccio storico-critico comporta generalmente un'interpretazione preterista o sincronica, secondo cui molti degli eventi trattati nel libro si riferiscono alle lotte che la Chiesa primitiva del I secolo dovette sostenere contro il Paganesimo e il Giudaismo.
- Il sistema della profezia biblica ritiene che il contenuto del libro, specialmente se interpretato in connessione con il Libro di Daniele ed altre sezioni escatologiche della Bibbia, costituisce una profezia della fine dei tempi. Questa scuola di pensiero può essere suddivisa ulteriormente:
  - Visione futurista o escatologica, che riconosce nell'Apocalisse solamente l'annuncio della fine del mondo e degli eventi che la preparano.
  - Visione storica o diacronica, secondo la quale i fatti narrati nel libro si svilupperebbero dal I secolo alla seconda venuta del Cristo.
- Il sistema della teologia della storia, che, sulla base dell'interpretazione patristica, attribuisce alle profezie contenute nell'Apocalisse un valore prevalentemente religioso, da scoprire con una interpretazione allegorica del testo. Questo tipo di approccio interpretativo rinuncia a leggere il libro come una cronaca profetica, riallacciandosi alla concezione biblica secondo la quale gli ultimi tempi hanno avuto inizio con la venuta di Gesù Cristo e si protrarranno sino alla parusia, esito finale della lotta tra bene e male.

Isaac Newton, fisico e teologo, scrisse il celebre Trattato sull'Apocalisse, in cui applica postulati e regole del metodo matematico sperimentale dei Principia ad una interpretazione del testo biblico, quanto più possibile fedele alla lettera, confrontandola con le altre parti della Scrittura e con le fonti storiche.

## L'Apocalisse nel poema dantesco
Dante Alighieri rappresenta allegoricamente l'Apocalisse al termine della processione descritta nel Paradiso Terrestre nella Divina Commedia. Essa è raffigurata come
"un vecchio solo venir /, dormendo, con la faccia arguta" (Purgatorio - Canto ventinovesimo, vv. 143-144). Il vecchio avanza "dormendo" in quanto si tratta di un'opera che rappresenta l'oggetto di una visione estatica ed ha una faccia "arguta", penetrante, poiché è un libro che rivela il futuro e si addentra in una materia misteriosa e sublime al contempo.
Sempre nella Divina Commedia, nel canto diciannovesimo dell'Inferno (Inferno - Canto diciannovesimo, ovvero quello dei simoniaci), è descritta la bestia a sette teste e a dieci corna, cavalcata dalla meretrice. Nell'invettiva contro i papi simoniaci Dante scrive (vv. 106-111): "Di voi pastor s'accorse il Vangelista, / quando colei che siede sopra l'acque / puttaneggiar coi regi a lui fu vista; / quella che con le sette teste nacque, / e dalle diece corna ebbe argomento, / fin che virtute al suo marito piacque".

## L'Apocalissenel cinema
Secondo Piero Stefani, «nell'immaginario cinematografico, come in quello comune, la parola "apocalisse" evoca più distruzione che guarigione, più catastrofe che salvezza, cosicché quest'ultima assume, per lo più, l'aspetto di puro scampo. La sussistenza del mondo "così com'è", che per la speranza apocalittica era apparsa un'inaccettabile forma di rassegnazione, rischia, ora, di apparire conseguimento supremo. Quanto all'inizio sembrava poco, alla fine appare molto».
In tal modo diventa "apocalittico" tutto il filone del cinema catastrofista che estende il fenomeno distruttivo su scala globale sino alla fine del mondo.
- Il settimo sigillo (Ingmar Bergman, 1957)
- Holocaust 2000 (Alberto De Martino, 1977)
- I cieli e la terra finiranno (Robert Amram, Rolf Forsberg, 1979, documentario)
- Sacrificio (Andrej Tarkovskij, 1986)
- La settima profezia (Carl Schultz, 1988)
- Sacrificio fatale (Michael Tolkin, 1991)
- Il giorno della bestia (Álex de la Iglesia, 1995)
- Giorni contati (Peter Hyams, 1999)
- Prima dell'Apocalisse (Gli Esclusi) (Vic Sarin, Kirk Cameron, Brad Johnson 2000)
- San Giovanni - L'apocalisse (Raffaele Mertes, 2002, Rai RadioTelevisione italiana)
- Prima dell'Apocalisse 2 (Tribulation Force) (Bill Corcoran, Kirk Cameron, Brad Johnson, 2002)
- Segnali dal futuro (Alex Proyas, 2009)
- Legion (Scott Stewart, 2010)
- Left Behind - La profezia (Vic Armstrong, 2014)